# Автоматизация на дома
Автоматизацията на дома представлява контролиране на домашните уреди от разстояние или автоматично.
Първата автоматизация на дома започва с уреди като перални и др., които са предназначени за намаляване на труда в домакинството. Някои автоматизирани уреди работят самостоятелно без необходимост да комуникират, като например програмируеми ключове за лампи, докато други са част от интернет на вещите и са включени в мрежа, за да могат да бъдат контролирани дистанционно и да изпращат и получават данни. Устройствата могат да са свързани със сензори, микроконтролери, изпълнителни устройства (сервомотори, стъпкови мотори и др., които да извършват някакви действия), както и със система за комуникация. Дистанционното управление може да варира от обикновено дистанционно или смартфон с Bluetooth до компютър или смартфон на другия край на света, свързан с интернет. Автоматизираните устройства обикновено са свързани чрез Wi-Fi или електрическа инсталация, ползвана за комуникация (на английски: Power-line communication), с едно общо за всички устройство, до което се осъществява достъп чрез софтуер. Приложението на тази технология е много популярно при термостати, охранителни системи, щори, осветление, детектори за пожар и ключалки на врати.
Автоматизация на дома (или домашна автоматизация) се отнася до използването на различни технологии и системи за контрол и управление на различни аспекти от домашния живот. Това може да включва управление на осветление, климатик, сигурност, забавление и други домашни системи. Целта е да се подобри удобството, ефективността, сигурността и енергийната ефективност на дома.
Някои от ключовите компоненти на домашната автоматизация включват:
1. Умно осветление: Умното осветление позволява на потребителите да контролират и настройват осветлението на дома си отдалечено или автоматично чрез приложения и вградени сензори.
2. Умни климатични системи: Умните климатични системи позволяват на потребителите да контролират отдалечено и автоматично температурата в своя дом чрез приложения и сензори. Това може да включва умни термостати и умни вентилационни системи.
3. Умна сигурност: Умните сигурностни системи включват отдалечен достъп до камери, сензори за движение и контрол на достъпа, което позволява на потребителите да следят и контролират сигурността на дома си.
4. Умно забавление: Умните системи за забавление включват аудио и видео системи, които могат да бъдат контролирани отдалечено или автоматично, както и интеграция с други умни устройства и услуги.
5. Умни домашни устройства: Умните домакински уреди са обикновено свързани с интернет и могат да бъдат контролирани отдалечено чрез приложения или други умни устройства. Това може да включва хладилници, перални, сушилни, печки и други уреди.
6. Централизирано управление: Всички умни устройства и системи могат да бъдат контролирани от един централен хъб или приложение, което позволява на потребителите да управляват всички аспекти на своя дом от едно място.
7. Гласов асистент: Гласовите асистенти като Amazon Alexa, Google Assistant и Apple Siri позволяват на потребителите да контролират своите умни устройства чрез гласови команди. Това добавя допълнително удобство и интуитивност при управлението на домашната автоматизация.
8. Сензори и автоматични тригери: Различни сензори като тези за движение, светлина, температура или влажност могат да бъдат използвани за автоматично активиране на съответните системи. Например, сензорите за движение могат да включват светлината, когато в стаята има някой.
9. Енергийна ефективност: Домашната автоматизация може да помогне да се намали потреблението на енергия, като автоматично изключва неизползвани уреди или регулира климатичните системи въз основа на потребностите.
10. Интеграция с други услуги и системи: Умните домашни системи могат да бъдат интегрирани с други услуги и системи, като например електронни календари или сигнали за опасност, за да предоставят допълнително удобство и информация на потребителите.  За да започнете с домашна автоматизация, може да изследвате различни умни устройства и системи, които са съвместими с вашите нужди и предпочитания. Важно е да се има предвид съвместимостта между устройствата и платформите, както и да се инвестира в сигурността на вашата мрежа, тъй като много от тези системи използват интернет за комуникация и контрол.